# Protomystides levensteinae
Protomystides levensteinae är en ringmaskart som beskrevs av Uschakov 1972. Protomystides levensteinae ingår i släktet Protomystides och familjen Phyllodocidae. Inga underarter finns listade i Catalogue of Life.